# Drowning in the Sea of Love (The Adventures)
Drowning in the Sea of Love è un singolo del gruppo musicale nordirlandese The Adventures, pubblicato nel 1988 come secondo estratto dal secondo album The Sea of Love.
Autore del brano Drowning in the Sea of Love è Pat Gribben. Il singolo uscì su etichetta Elektra Records e fu prodotto da Pete Smith.

## Descrizione
Il singolo raggiunse il 15º posto della classifica in Irlanda. Il disco figura inoltre tra i singoli che ottennero un buon riscontro di vendite nel 1988 in Italia.
Nel Regno Unito, il singolo rientrò nella Top 50, sfiorando la Top 40, mentre in Germania sfiorò la Top 50.

## Tracce
7"
1. Drowning in the Sea of Love – 4:19 (Pat Gribben)
2. Stay Away – 4:37

7" (promo Stati Uniti)
1. Drowning in the Sea of Love – 4:19 (Pat Gribben)
2. Drowning in the Sea of Love – 4:19

12"/CD
1. Drowning in the Sea of Love – 4:19 (Pat Gribben)
2. Stay Away – 4:37
3. The Curragh of Kildare – 2:50

12" (edizione limitata per il Regno Unito)
1. Drowning in the Sea of Love – 4:19 (Pat Gribben)
2. Stay Away – 4:37
3. The Curragh of Kildare – 2:50
4. Feel the Raindrops – 3:44

## Classifiche
| Classifica  | Posizione massima | Nr. di settimane |
| ----------- | ----------------- | ---------------- |
| Germania    | 53                | 6                |
| Irlanda     | 15                | 2                |
| Regno Unito | 44                | 4                |

## Il disco nella cultura di massa
- In Italia, il brano Drowning in the Sea of Love è stato utilizzato come sigla della soap opera Così gira il mondo (As the World Turns)[8]